# Biblioteca Stephen A. Bastien
La Biblioteca Stephen A. Bastien es una biblioteca especializada en lenguas extranjeras y lingüística aplicada. Pertenece a la Escuela Nacional de Lenguas, Lingüística y Traducción de la Universidad Nacional Autónoma de México (UNAM).

## Historia
Fue inaugurada en 1980 por iniciativa del investigador y profesor estadounidense Stephen A. Bastien y Guadalupe Olalde Ramos.

## Acervos
En un inicio, el acervo de la biblioteca se integró con obras de profesores de Inglaterra, Francia, Alemania, Italia y Austria, así como donaciones de las embajadas de Francia, Italia, China, Suiza y Japón y el Consejo Británico. Los acervos están formados por libros, revistas, obras de consulta y tesis, así como publicaciones digitales que pueden consultarse en línea. Entre los temas que abordan las colecciones se encuentran la lingüística aplicada y teórica, traducción, didáctica de la lengua, filosofía del lenguaje, etc, los cuales se encuentran en árabe, alemán, coreano, chino, catalán, francés, hebreo, griego, italiano, inglés, japonés. náhuatl, ruso, rumano, portugués, vasco y sueco. 

### Sala de Recursos Audiovisuales
La Sala de Recursos Audiovisuales, inaugurada en 1987, cuenta con películas, láminas y artefactos que representan diversas culturas extranjeras.

### Fondo reservado
Por su parte, el fondo reservado cuenta con obras que abarcan desde 1826 hasta inicios del siglo XX.

## Servicios
- Préstamo en sala
- Préstamo a domicilio (para usuarios internos)
- Lectura en sala
- Préstamo interbibliotecario
- Servicio de referencia